# Pedra Branca do Amaparí
Pedra Branca do Amaparí este un oraș în unitatea federativă Amapá (AP) din Brazilia.